# دنسر مولاداد
دنسر مولاداد یا کلات زنگی، روستایی در دهستان باهوکلات بخش باهوکلات شهرستان دشتیاری در استان سیستان و بلوچستان ایران است.

## جمعیت
بر پایه سرشماری عمومی نفوس و مسکن در سال ۱۳۹۵، جمعیت این روستا برابر با ۱۱۵ نفر (۳۰ خانوار) بوده‌است.